# Gerard Thomas Noel
Gerard Thomas Noel, född 2 december 1782, död 24 februari 1851, var präst i England. Som psalmförfattare är han representerad i danska Psalmebog for Kirke og Hjem.

## Psalmer
- Mindes vi en fuldtro ven diktad 1810 och översatt till danska 1837 av Nikolaj Frederik Severin Grundtvig

## Fotnoter
1. 1 2 3  Augustus Buckland, Noel, Gerard Thomas, Dictionary of National Biography, 1885–1900.[källa från Wikidata]
2. ↑  Darryl Roger Lundy, The Peerage, The Peerage person-ID: p29825.htm#i298245.[källa från Wikidata]
3. 1 2 3 4 5  Kindred Britain, läs online.[källa från Wikidata]
4. 1 2  The Peerage person-ID: p29825.htm#i298245, läst: 7 augusti 2020.[källa från Wikidata]
5. 1 2 3 4 5 6 7 8  Darryl Roger Lundy, The Peerage.[källa från Wikidata]